# Stanislav Šturz
Stanilav Šturz (27. října 1908 Náchod – 16. března 2001 Kralupy nad Vltavou) byl český malíř a středoškolský pedagog.

## Život
Stanislav Šturz byl žákem profesora Oldřicha Blažíčka na Vysokém učení technickém v Praze, kde se zabýval krajinomalbou. Poté studoval Uměleckoprůmyslovou školu u Zdeňka Kratochvíla a souběžně u Rudolfa Vejrycha. Vyučoval kreslení na středních školách v Praze, Prešově, Kladně a od roku 1941 v Kralupech nad Vltavou, kde dlouhá léta působil jako ředitel Gymnázia Ant. Dvořáka.
Maloval ve stylu kubismu, později poetického realismu. Autor zátiší, figurálních kompozic a krajin.